# Sara Krnjić
Sara Krnjić (en alphabet cyrillique serbe : Сара Крњић; en alphabet latin serbe : Sara Krnjić), née le 15 juillet 1991 à Novi Sad (Yougoslavie, actuelle Serbie), est une joueuse serbe de basket-ball. 

## Biographie
Avec le ŽKK Vojvodina, elle fait sa première apparition en Eurocoupe pendant la saison 2007-2008 (6 matches pour 9,5 points à 55,3 %, 7,8 rebonds, 1,7 passe). En Ligue adriatique, en 16 rencontres, elle obtient des moyennes de 9,2 points à 46 % et 6,9 rebonds.
En 2011, elle marque 12,3 points en championnat hongrois avec Pécs et 5,3 points par match en Euroligue. Elle est draftée en 2011 au 35e tour par les Mystics de Washington.
Serbe, elle dispose aussi de la nationalité hongroise.
Elle conduit la Serbie au titre européen en battant la France en finale du Championnat d'Europe 2015 sur le score de 76 à 68, ce qui permet au pays d'être directement qualifié pour les Jeux olympiques de Rio.

## Palmarès
- Médaille de bronze aux Jeux olympiques de 2016[5]
- Médaille d'or au championnat d'Europe 2015[4] en Hongrie et Roumanie
- Médaille d'or au Championnat d'Europe des 18 ans et moins en 2007
- Championne de Hongrie 2010
- Coupe de Hongrie 2010, 2012